# Temasek Holdings
Temasek Holdings — крупнейшая в Азии инвестиционная компания, принадлежит государству Сингапур.

## История
Компания была основана в 25 июня 1974 года и названа в честь поселения-порта VIII века — Темасек (в другой транскрипции — Тумасик, буквально, «морской город»), важного торгового центра в регионе. Ей были переданы на управление 35 государственных компаний и учреждений Сингапура, включая DBS Bank, Singapore Airlines и зоопарк Сингапура, стоимость этого портфолио оценивалась в S$354 млн (US$134 млн). К 1992 году стоимость портфолио достигла около S$15 млрд и выросла до S$65 млрд в 1993 году в связи с покупкой контрольного пакета акций сингапурской телекоммуникационной компании SingTel, прошедшей в этом году первичное размещение акций. На конец 1999 года в листинг сингапурской биржи входили 370 компаний общей рыночной капитализацией S$434 млрд, из них 27 % были акции в собственности Temasek Holdings.

## Собственники и руководство
Согласно Сингапурскому закону о компаниях, Temasek Holdings (Private) Limited является привилегированной частной компанией, её единственный акционер — министр финансов Сингапура.
Главным исполнительным директором Temasek Holdings с 2004 года является Хо Чин (Ho Ching), в совете директоров с 2002 года. Начинала карьеру в Министерстве обороны Сингапура, с 1997 по 2001 год была президентом и генеральным директором Singapore Technologies Group.

## Деятельность
Источниками дохода компании являются продажа активов (в среднем на S$17 млрд в год), получение дивидендов (в среднем на S$8 млрд в год) и процентов от вкладов в фонды. Другими источниками поступлений являются выпуск облигаций и других ценных бумаг, получение кредитов в банках и дополнительного капитала от акционера компании, министра финансов Сингапура. Расходная часть включает инвестиции в компании (в среднем S$32 млрд в год), дивиденды акционеру (до 50 % дивидендов идёт на наполнение бюджета Сингапура, из остального формируется резервный фонд), налоги в юрисдикциях получения дивидендов и пожертвования в различные фонды.
Temasek Holdings имеет представительства в КНР, Индии, Вьетнаме, Великобритании, США, Бразилии и Мексике.
| Год                 | 2002 | 2003 | 2004 | 2005 | 2006 | 2007  | 2008  | 2009  | 2010  | 2011  | 2012  | 2013  | 2014  | 2015  | 2016  | 2017  | 2018 |
| ------------------- | ---- | ---- | ---- | ---- | ---- | ----- | ----- | ----- | ----- | ----- | ----- | ----- | ----- | ----- | ----- | ----- | ---- |
| Оборот              | 42,6 | 49,6 | 56,5 | 67,5 | 79,8 | 74,6  | 83,3  | 79,6  | 76,7  | 83,5  | 83,5  | 94,3  | 92,4  | 101,6 | 101,5 | 97,0  |      |
| Чистая прибыль      | 4,9  | 0,2  | 7,4  | 7,5  | 12,8 | 9,1   | 18,2  | 9,1   | 6,8   | 15,8  | 13,4  | 14,5  | 15,2  | 18,7  | 12,6  | 17,7  |      |
| Стоимость портфолио |      |      | 90   | 103  | 129  | 164   | 185   | 130   | 186   | 193   | 198   | 215   | 223   | 266   | 242   | 275   | 308  |
| Собственный капитал | 54,5 | 54,5 | 64,5 | 70,9 | 90,6 | 114,0 | 144,1 | 118,4 | 149,7 | 155,5 | 158,2 | 169,2 | 187,4 | 218,6 | 218,1 | 238,9 |      |

## Инвестиционный портфель
Стоимость инвестиционного портфеля Temasek Holdings на конец марта 2018 года составляла S$308 млрд (US$235 млрд). Из этой суммы 27 % приходится на сингапурские компании, 26 % на компании из КНР, 15 % из остальной Азии, 13 % из США, 9 % из Европы, 7 % из Австралии и Новой Зеландии. Дивиденды на это портфолио составили S$9 млрд. Крупнейшие компании, в которых у Temasek Holdings была доля на 31 марта 2018 года:
| Компания                                         | Доля  | Рыночная капитализация компании, млрд | Стоимость пакета, млрд $ | Страна           | Отрасль                 |
| ------------------------------------------------ | ----- | ------------------------------------- | ------------------------ | ---------------- | ----------------------- |
| AIA Group Ltd.                                   | 3 %   | HK$801,8                              | 3,1                      | КНР              | финансовые услуги       |
| China Construction Bank Corporation              | 4 %   | HK$2031                               | 10,5                     | КНР              | финансовые услуги       |
| DBS Group Holdings Ltd                           | 29 %  | S$70,5                                | 14,8                     | Сингапур         | финансовые услуги       |
| Industrial and Commercial Bank of China Ltd.     | 2 %   | HK$2638                               | 6,79                     | КНР              | финансовые услуги       |
| Ping An Insurance (Group) Company of China, Ltd. | 2 %   | HK$1479                               | 3,81                     | КНР              | финансовые услуги       |
| PT Bank Danamon Indonesia Tbk                    | 54 %  | IDR65 894                             |                          | Индонезия        | финансовые услуги       |
| Standard Chartered PLC                           | 16 %  | £23,53                                | 5,1                      | Великобритания   | финансовые услуги       |
| CenturyLink, Inc.                                | 10 %  | $17,72                                | 1,77                     | США              | телекоммуникации        |
| Singapore Technologies Telemedia Pte Ltd.        | 100 % | S$5,16                                | 3,74                     | Сингапур         | телекоммуникации        |
| Alibaba Group Holding Ltd.                       | 1 %   | $471,6                                | 4,72                     | США              | телекоммуникации        |
| Singapore Telecommunications Ltd.                | 52 %  | S$55                                  | 20,7                     | Сингапур         | телекоммуникации        |
| A.S. Watson Holdings Ltd.                        | 25 %  | HK$29,45                              | 0,95                     | Гонконг          | торговля                |
| CapitaLand Ltd.                                  | 40 %  | S$15,07                               | 4,37                     | Сингапур         | недвижимость            |
| Olam International Ltd.                          | 54 %  | S$7,42                                | 2,9                      | Сингапур         | торговля                |
| Ascendas-Singbridge Pte Ltd.                     | 51 %  | S$1,78                                | 0,66                     | Сингапур         | торговля и недвижимость |
| Mandai Park Holdings Pte. Ltd.                   | 100 % | S$0,234                               | 0,17                     | Сингапур         | недвижимость            |
| Mapletree Investments Pte Ltd.                   | 100 % | S$12,79                               | 9,25                     | Сингапур         | торговля и недвижимость |
| SATS Ltd.                                        | 40 %  | S$5,72                                | 1,66                     | Сингапур         | торговля и недвижимость |
| Keppel Corporation Ltd.                          | 20 %  | S$14,11                               | 2,05                     | Сингапур         |                         |
| PSA International Pte Ltd.                       | 100 % | S$11,08                               | 8,03                     | Сингапур         |                         |
| Sembcorp Industries Ltd.                         | 49 %  | S$5,56                                | 1,97                     | Сингапур         | промышленная компания   |
| Singapore Technologies Engineering Ltd.          | 51 %  | S$11,2                                | 4,14                     | Сингапур         | промышленная компания   |
| Singapore Airlines Ltd.                          | 56 %  | S$11,9                                | 4,83                     | Сингапур         | авиакомпания            |
| Singapore Power Ltd.                             | 100 % | S$9,79                                | 7,1                      | Сингапур         | энергетика              |
| SMRT Corporation Ltd.                            | 100 % | S$0,93                                | 0,67                     | Сингапур         | транспортная компания   |
| Celltrion, Inc.                                  | 13 %  | KRW38,55                              | 4,7                      | Республика Корея | фармацевтика            |
| Celltrion Healthcare Co., Ltd.                   | 11 %  | KRW14,94                              | 1,4                      | Республика Корея | фармацевтика            |
| Pavilion Energy Pte Ltd.                         | 100 % | $1,622                                | 1,622                    | США              | энергетика              |

## Благотворительные фонды
- Temasek Foundation International — совместно с другими сингапурскими и международными организациями финансирует проекты по развитию здравоохранения, образования и городской инфраструктуры в Азии
- Temasek Foundation Cares — помощь нуждающимся в Сингапуре
- Temasek Foundation Connects — организует Сингапурский саммит во время проведения Гран-при Сингапура
- Temasek Foundation Nurtures — поддерживает образование и профессиональное развитие в Сингапуре
- Temasek Foundation Innovates — включает два фонда, Singapore Millennium Foundation и Temasek Life Sciences Laboratory, спонсорирующих научно-исследовательскую деятельность
- Temasek Foundation Ecosperity — два раза в год организует конкурсы на проекты по улучшению жизнеобеспечения Сингапура
- Temasek Foundation Management Services — обеспечивает подготовку кадров и сотрудничество между этой группой фондов
- Stewardship Asia Centre — поддерживает проекты по увеличению влияния Сингапура в Азии